# Trou normand

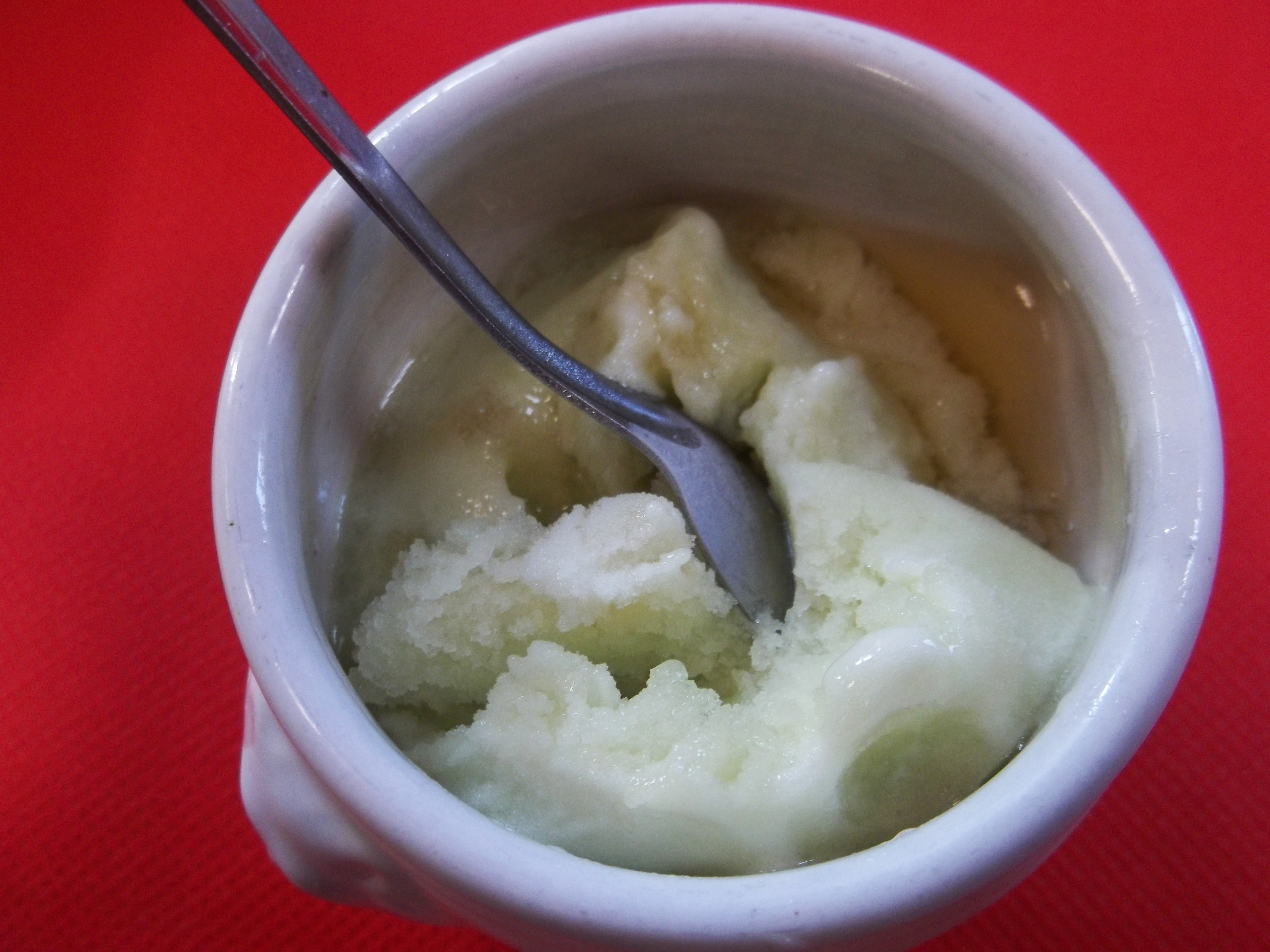
Apfelsorbet mit Calvados

Als trou normand (normannisches Loch) wird in der französischen Gastronomie die Sitte bezeichnet, wenn der in der Normandie gebrannte Apfelbrand Calvados vornehmlich bei mehrgängigen Menüs, zwischen zwei Gängen – in der Regel vor dem Hauptgang – während einer Unterbrechung der Mahlzeit gereicht wird. Erst in jüngerer Zeit ging man dazu über, den trou normand in Form eines mit Calvados übergossenen grünen Apfelsorbets zu servieren. Der Connaisseur nimmt jedoch Sorbet und Calvados getrennt zu sich.
Das normannische Loch soll der Förderung der Verdauung und als Appetitanreger dienen, das heißt, vor der Fortsetzung der Speisefolge Platz beziehungsweise ein „Loch“ im Magen schaffen.
Diese Tradition lässt sich darauf zurückführen, dass der im Tal der Risle auch Gniole genannten, hochprozentigen Spirituose bakterientötende Eigenschaften zugesprochen werden, die vor Magenverstimmungen nach dem Verzehr von Meeresfrüchten schützen sollen, wenn die Einnahme des Getränks unmittelbar darauf folgt. Der Calvados wird daher unmittelbar nach den Meeresfrüchten und vor dem Hauptgang serviert. Möglicherweise hat auch der Roman Bouvard et Pécuchet dazu beigetragen.